# Northern and Eastern Railway
Die Northern and Eastern Railway (N&ER) war eine britische Eisenbahngesellschaft, die von 1836 bis 1902 existierte und die nordöstlich von London gelegenen Gebiete erschloss.
Die N&ER war Teil eines im Jahr 1836 präsentierten Projekts zum Bau einer Eisenbahnstrecke von Islington über Cambridge, Peterborough und Lincoln nach York. In der Gesetzesvorlage, die 1839/40 vom Parlament beraten wurde, war der Abschnitt nördlich von Bishop’s Stortford jedoch nicht mehr enthalten. Am 15. September 1840 wurde der Betrieb zwischen Stratford und Broxbourne aufgenommen, die Verlängerung nach Bishop’s Stortford folgte am 31. Oktober 1843. Ab 1. Januar 1844 war die Strecke an die Eastern Counties Railway (ECR) verpachtet. Die ECR ging 1862 in der Great Eastern Railway (GER) auf, doch die N&ER blieb weitere vier Jahrzehnte unabhängig und wurde erst 1902 von der GER übernommen.
Wie bei der Partnergesellschaft ECR waren die Gleise der N&ER zunächst mit einer Spurweite von fünf Fuß (1524 mm) verlegt worden. Im September und Oktober 1844 erfolgte die Umspurung auf die Normalspur von 4 Fuß und 8½ Zoll (1435 mm).